# Somogyi Gyula (irodalomtörténész)
Somogyi Gyula, Schwarcz (Tengőd, 1858. május 10. – 1932 után) erdélyi magyar irodalomtörténész, kereskedelmi akadémiai tanár.

## Életútja, munkássága
A gimnáziumot és egyetemet Budapesten végezte; középiskolai tanári vizsgálatot a magyar és német nyelvből 1882-ben tett. 1882-ben Schwarcz családi nevét Somogyira változtatta. Mint tanár 1884-től működött; egy évet Érsekújvárt, egyet Székesfehérvárt töltött. 1886-tól Arad a kereskedelmi akadémia rendes tanára volt, ahol a magyar és német nyelvet tanította; tanított történelmet is. Az aradi fa- és fémipari szakiskolában irálytant oktatott. Az aradi Casino-egylet titkára; a Kölcsey-egyesület irodalmi bizottságának elnöke; az aradi írók és hírlapírók körének választott tagja; az aradi «Összetartás» szabadkőmíves páholy szónoka volt. 1925-ben már nyugdíjasként élt.
Cikkeit az Aradi Közlöny, Arad és Vidéke, Felső-magyarország és az Ellenzék közölte. Szerkesztésében jelent meg Arad szabad királyi város és Arad vármegye községeinek leírása (Arad, 1913).

## Művei
- Ünnepi beszéd. A szabadkőművesség feladatáról és legközelebbi teendőiről. Arad, 1894.
- Örök keletbe költözött Ransburg Zsigmond testvérünk az «Összetartás» páholy tagjának emlékezete. Arad, 1894.
- Mi a szabadkőművesség szerepe korunkban? Szent János-napi alkalmi beszéd. Arad, 1895.
- Petőfi Sándor költészete. (Tanulmány.) Budapest, 1899. (Ism. M. Kritika III.)
- Petőfi Sándor költeményei. Élete és költészete. Bevezetéssel és jegyzetekkel ellátta. Budapest, 1900. (Magyar Könyvtár 210.)
- Arad szab. kir. város és Arad vármegye községeinek leirása. Arad, 1913.
- Tanulmányok és egyéb művek. 1884–1924. Arad, 1924.
- Goethe. Előadás az aradi Concordia Páholyban. Arad, 1932.